# Брикмо, Жан де Бовэ
Жан де Бовэ, сеньор де Брикмо (фр. Jean de Beauvais, seigneur de Briquemault; п. 1535 — ок. 1616) — протестантский военный деятель времён Религиозных войн во Франции.

## Биография
В 1568 году присоединился к армии протестантов в Пуату. Участвовал в битвах при Ла Рош-Абейле (1569), Монконтуре (1569), осаде Мюсидана. Вместе с Колиньи участвовал в боевых действиях в Лангедоке.
Во время Варфоломеевской ночи ему удалось покинуть Париж.

## Семья
- Отец: Франсуа де Бовэ, сеньор де Брикмо
- Мать: Рене де Жокур
- Жена: